# 医療メディエーター
医療メディエーター（いりょうメディエーター）とは、医療事故が発生した場合や、患者と医療者間での意見の食い違いなどが起こった場合、双方の意見を聞いて話し合いの場を設定するなどして問題解決に導く仲介（メディエーション）役のことである。
医療メディエーターの役割は単なる紛争解決や訴訟回避ではなく、事故等をめぐって壊れそうになった患者と医療者間の対話の促進を通じて関係を再構築していくことにある。対話促進といっても、その役割技法は、Harvard Law School で開発された紛争構造の分析手法、対話促進技法など、理論的裏付けをもつものである。もちろん、さらにその背景には、患者の想いや悲嘆に寄り添い、事故の当事者を支えようとする真摯で誠実な姿勢と倫理性が要求される。

## 沿革
2007年3月には日本医療メディエーター協会（理事長：高久史麿）が設立され、医療メディエーターの公的認定が始まった。教育プログラムは、中西淑美山形大学医学部准教授、早稲田大学法科大学院和田仁孝教授によって開発され、現在、日本医療機能評価機構、早稲田アカデミック・ソリューション、日本医療メディエーター協会などで、年間、のべ900名超、病院団体・個別病院での協会監修プログラムを合わせると、年間2000名近い人材養成が行われている。教育プログラムは、導入編（半日）、基礎編（2日間）、継続編（2日間）、応用編（2日間）、トレーナー養成（4日間）と体系化されており、基礎理論やロールプレイによる実践教育、被害者遺族の講演などで構成されている。

## 患者サポート体制加算のための医療対話推進者としての認証
2012年度の中医協において、厚生労働省が、愛媛県医師会、全国社会保険協会連合会（現地域医療推進機構）などで養成・配置されていた医療メディエーターの成果および組織体制の資料に基いて、こうした人材を配置している場合に診療報酬加算を行うことを提案し、最終的に「患者サポート体制充実加算」として認められるに至った。厚生労働省は、患者サポート体制充実加算の対象たる医療対話推進者の養成に適合する養成研修として「日本医療機能評価機構の研修」すなわち、和田・中西が開発した医療メディエーションを中心とする研修であると明記している。

## 医療メディエーションへの誤解
一部にメディエーションは、法律家が行う賠償交渉の仲介、調停のようなものであるとの誤解が存在する。これは、裁判所の調停をメディエーションと訳してきた法律家の誤謬に基づくと思われる。海外では、法的調停はメディエーションのごく一部の類型であるに過ぎない。実際に、英米独などでは、初等・中等教育でメディエーションが教えられたり、管理職の人間関係調整スキルとして普及したりもしている（YouTube等で確認できる）。また医療の領域では生命倫理に関するBioethics Mediation が提案されており、ペンシルバニア大学生命倫理研究センターで人材養成もなされている。このようにメディエーションとは、人間関係調整のソフトウェアとしての意味でも広く用いられている。海外の医療現場での活用については次項を参照。

## 海外の医療メディエーション

### アメリカ
医療メディエーションなど行われていないとの主張がなされることがあるが、これは誤りである。たとえば、ミシガン大学関連病院では、リスクマネジャーはすべてメディエーション研修の受講が義務づけられており、また、カイザーパーマネンテ関連病院、海軍病院グループでは、Carole Houk の開発した院内オンブズ/メディエーターが採用されている。これは日本の院内医療メディエーターとほとんど同一と言って良い。このほか、Patient Advocate の団体であるSHCAも、9つの必須スキルのひとつとしてメディエーションを挙げ研修を行っている。

### イギリス
英国では小児科病院を中心に Sarah Barclay が主催する院内医療メディエーションモデルが推進されている。このほか、NHS病院に配置されている Complaint Manager さらには、Patient Advice & Liaison Service(PALS)の担当者の中でメディエーションスキルを習得している者が多く存在する。 

### フランス
フランスでは、2002年から、公的病院には、mediator hopiteau（病院メディエーター）を配置することが義務づけられている。これを受けてベルギーでも、同様の制度を直後に採用している。

### 台湾
台湾では日本の医療メディエーションが、そのまま移植され台北市の研修などに公式導入されている。研修のプログラム、教材も日本のものがそのまま翻訳されて用いられており、医療メディエーションの国際的有効性が個々でも確認される。和田・中西のテキストの台湾語訳も刊行され、出版賞を受賞している。

### 中国
中国でも、和田・中西のテキストが翻訳されているほか、山西省医療人民調解委員会が、中心となり、院内医療メディエーションモデルの普及へ向けての国際シンポジウム、和田・中西らを招いての研修が数度行われている。

## 養成プログラム
医療メディエーター養成プログラムは、2003年から日本医療評価機構で開発され、2004年に試行、2005年から本格的に運用され、養成が始まった。年間100回超の研修が実施されている。